# زنان در شاهنشاهی ساسانی
حقوق زنان در زمان ساسانیان در امپراتوری ساسانی، دین زرتشتی نمایان کننده‌‌ی پیوند و وابستگی‌های میان زن و مرد بود. این پیوندها دربرگیرندۀ کارکرد زن و مرد، آیین‌های زناشویی و آزادی‌های زنان در جامعه و زمان‌ها می‌شد. ساختار زندگی زناشویی و آیین‌های زمانی و اجتماعی ساسانیان، دستاویزی برای موبدان و نوشتارهای دینی آن زمان بودند. زنان گرچه از حقوق (هودگان) اجتماعی (هازمانی) همچون خاوندِ (مالک) زمین بودن بهره‌مند بودند، ولی این برتری‌ها، بسته به جایگاه‌های زمانی زن (برتر، تحت سرپرستی، تک‌سالار) بود. پیش از اینکه مسلمانان بتوانند با دستاویزی دینی بر ایران چیره شوند، بی‌گمان زنان ایران در آستانهٔ دستیابی به حقوق و خودگردانی و تک‌سالاری خود بوده‌اند که با از میان رفتن فرمانرواییِ ایرانیِ ساسانیان، این روند نافرجام ماند. وضعیت قانونی (داتیک) و اجتماعی (هازمانی) دورهٔ ساسانیان،کمابیش برپایهٔ فرمان‌های اوستا و زندِاوستا بود. چند همسری نیز رواج داشته که آن هم بسته به جایگاه و دارایی مردان آن زمان بود. مردان مُستمند و تنگدست روی هم رفته بیش از یک زن نداشتند. در این زمانه سالارِ خانه (کَدَگ خوتای) به همراه همسرش یا (کَدَگ بانوی) از هوده سالاری و راهبری دودمان بهره‌مند بودند.

## حقوق زنان بواسطۀ شواهد باستان شناختی در جامعۀ ساسانی

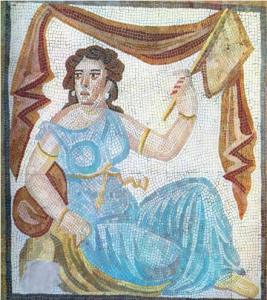
یک زن نجیب‌زادهٔ ایرانی که توسط هنرمندان رومی که شاپور اول اسیر کرده بود، مجسم شده‌است.

نابرابری میان زنان با فرنامِ جنسِ (نرولاس) دوم و مردان با فرنامِ جنسِ (نرولاس) نخست از آغاز روزگار شاروندی یا شهرآیینی تا سدهٔ بیستم و به گفتهٔ برخی، تا امروز پدیداری داشته‌است. با این روی، نگاهی به زیست زنان در دورهٔ ساسانی نشان می‌دهد که روند فرودی جایگاه زن در شاروندی ایرانی، در روزگار ساسانی وارونه شده و روندی فرازگونه یافته و با پایان روزگار ساسانی، دوباره فرودی شده‌است. زیست زنان در گواهی‌های بر جای مانده از این دوران، گواه بر راستی این مدعا است. در یک پژوهش، در ۸۰ نمونه بررسی شدهٔ تکّه‌های گچ بُری، موزاییک، آوندهای زرین و سیمین، نقش برجسته‌ها، مُهرها و نگین‌ها در ۱۹ مورد (۲۳٫۷۵٪) زنان نقش شده‌اند. در ۱۱ نمونه در کنار مردان (۵۷٫۸۹) و تنها در ۸ نمونه (۴۲٫۱٪) به تنهایی و تک‌سالار نمایش داده شده‌اند. این در حالی است که پیش از این دوره، هرگز همین حضور پررنگ را نیز در آثار هنری ایران نداریم. اگرچه در ۵ نمونه از ۳۴ (۱۴٫۷٪) نقش برجستهٔ ساسانی زنان (آن هم در کنار مردان) به تصویر کشیده شده‌اند. ولی همین هم در روزگار پیش از ساسانی، جایی ندارد.
«آیینِ بخشیدنِ قدرت و دیهیم‌بخشی به شهبانوها در هنر ساسانی، پدیده‌ای ناشناخته و کم‌مانند است». ولی باید دانست که این پدیده در همهٔ سرگذشت ایران تا روزگار کنونی نهان است. سایر پدیده‌های وابسته به زنان، سراسر یکسان با دیگر سرزمین‌ها در همان روزگار است؛ که همیشه و همه جا، زن، نرولاس دوّم درنظر گرفته شده‌است.

## زنان در متون حقوقی
با نگاهی به کتاب‌های دوران ساسانی، دو اصل بنیادین را در موضوع زن، درمی‌یابیم. نخست، اهمیت زن و مدوّن‌بودن همهٔ شئون و حقوق مرتبط با او به گونه‌ای که سلیقه‌ها را به کم‌ترین حد ممکن تنزل می‌دهد. دوّم، جایگاه ثانوی زن به نسبت مرد. به گونه‌ای که هرگز نه از آن بالاتر و نه هم‌رده با آن قرار می‌گیرد.
اوستا ویژگی‌های زن مطلوب را این چنین برشمرده شده‌است: «زنِ جوانِ درست‌گوهر، استوار، نیکنام، خوش‌خیم، خانه‌افروز که شرم و بیمش نیک و پدر و نیا و سالار خویش را دوست بدارد و زیبا و خوش‌اندام است بر زنان همال خویش رد است». در گات‌های زرتشت و دیگر بخش‌های اوستا، همواره به زن و مرد هم‌زمان و برابر اشاره شده‌است و در کتاب‌های تفسیری نیز، نمونه‌ای نداریم که زن نادیده گرفته شده باشد.
زن پس از اینکه به خانه شوهر می‌رفت، تمام پیوندهای قانونی اش با خانوادهٔ قبلی‌اش بریده می‌شد. فرزندانی که از این ازدواج پدید می‌آمدند نام، ثروت و مرتبه اجتماعی پدر را به عنوان اخلاف قانونی او به ارث می‌بردند. موضوع دیگری که در قانون ساسانی شرح زیادی دربارهٔ آن داده‌شده‌است، مسئله قیمومیت صغیران و زنان و خانواده‌های بدون اعضای مذکر بود.
گماردن یک قیّم، همواره وظیفهٔ اعضای مذکر خانواده یا تیره بود و این قیّم معمولاً مرد بود. «پس از فوت شوهر، قیّم زن، بزرگ‌ترین پسر بالغ او یا در صورتی که پسر نداشت نزدیک‌ترین خویشاوند مذکّر شوهرش بود».
زن در ایران ساسانی از حق مالکیت درست همچو مرد برخوردار بود. به گونه‌ای که به هنگام جدایی از همسر (البته با اجازه مرد) و ازدواج با مرد دیگر، دارایی‌های منسوب به او از شوهر نخست ستانده می‌شد. حضانت فرزندان نیز با مرد بود که می‌توانست آن را به شوهر نوین زن بدهد.
انسان‌شناسان معتقدند «چندشوهری در فرهنگ‌هایی رواج دارد که زندگی در آن‌ها دشوار است، زمین کمیاب است و داشتن یک همسر در واقع یک نوع بار اقتصادی به‌شمار می‌آید». در مورد جامعه ایران در عصر ساسانی شاید بتوان این نتیجه را عنوان کرد که از طریق چندشوهری زن و تولّد فرزند پسری که جانشین قانونی مرد محسوب می‌شد، امکان حفظ دارایی‌ها و اموال تضمین می‌شد.
طبقات دوران ساسانی بنابر اوستا عبارت بودند از: روحانیون، ارتشتاران، واستریوشان (گله‌داران و کشاورزان) و دیوان‌سالاران. این طبقات اجتماعی آشکارا گروه‌هایی مردانه‌اند. با توجه به اینکه همه اوستاشناسان هم‌داستان‌اند که اوستا در ۱۲۰۰ تا ۴۰۰ پیش از میلاد نگاشته شده و تنها بر سر مکتوب‌شدن آن با دبیرهٔ کنونی‌اش – دین دبیره – در دوران ساسانی بحث شده، بدیهی است که این طبقات و تدوین این نظام مردسالارانهٔ دینی، دست کم نیم‌هزاره پیش از ساسانیان وجود داشته‌است.
با این همه باید اذعان کرد که در کتاب‌های زند و تفسیر که همه در دوره ساسانی نگاشته شده‌اند، همین نگاه مردانه به جامعه کاملاً بازتعریف و سامان‌مند شده‌است. از جمله در کتاب پهلوی شایست نشایست، چهار درجه مهتری تشخیص داده شده‌است: «خانه‌خدا (مردِ خانه)، کدخدا (مردِ روستا) و ایلخان (مرد قبیله)، فرمانروا (مرد کشور)».
آثار دینی دوره ساسانی در نگاه به زن و مرد کاملاً یک‌دست نیستند. برای نمونه، با اینکه همه جا گفته‌شده‌است که مجرّد بودن و دوری از همسرگزینی، در فرهنگ زرتشتی دوره ساسانی بزرگ‌ترین گناه و حتی جرم به‌شمار می‌رفته‌است، ولی نویسنده کتاب شایست نشایست می‌نویسد، زن شوهر نکرده گناهکار است و نه مرد بی‌زن.
در متنِ پهلوی خسرو و ریدگ، زمانی که خسرو از خوش‌آرزو در مورد زنان می‌پرسد وی چنین جواب می‌دهد: «بهترین زن آن است که پیوسته در اندیشهٔ عشق و محبت به مرد باشد اما از حیث اندام و هیئت نیکوترین زنان کسی است که بالایی میانه و سینهٔ فراخ و سر و سرین و گردنی خوش ساخت و پاهایی خُرد و کمری باریک و کف پایی مقعر و انگشتانی کشیده و تنی نرم و استوار دارد. باید که سینه‌اش چون بِه، ناخنش چون برف سپید، رنگش سرخ چون انار و چشمش بادامی و نرم مانند کَرک‌بره و ابروانش چون کمان و دندان‌هایش سفید و ظریف و گیسوانش سیاهِ مایل به سرخی و بلند و هرگز گستاخ سخن نراند.»
تاکنون نمونه‌ای از اِعمال خشونت فیزیکی مردان علیه زنان، مشخص نشده‌است. به نظر می‌رسد کنترل زنان و اعمال قدرت مردانه به شکلی ظریف و نمادین صورت می‌گیرد، اما به شکلی نیرومند و گسترده، تمام جنبه‌های زندگی اجتماعی این دوران را تحت تأثیر قرار می‌دهد.
بغ‌نسک صریحاً از آموزش زن در فنّ خانه‌داری بحث می‌کند. با این همه به باور کریستن‌سن، زنانِ خانواده‌های ممتاز، آموزش‌های بسیار عمیق در دانش به دست می‌آوردند. این مطلب از کتاب ماتیکان هزار دادِستان به دست می‌آید و آن این است: «یکی از دادوران در زمانی که به دادگاه می‌رفت، پنج زن او را دربر گرفتند و یکی از آن‌ها پرسش‌هایی از او نمود دربارهٔ برخی از موارد ویژه در بحث گرو و ضمانت. همین که به واپسین پرسش رسید، دادور پاسخی نداشت. آنگاه یکی از زنان گفت: ای استاد، مغزت را از این بابت خسته مکن! و بی‌تعارف بگو نمی‌دانم! به علاوه ما خود پاسخ آن را در تفسیری که مغان اندرزبد نوشته‌است، خواهیم یافت.
تورج دریایی، (استاد تاریخ دانشگاه کالیفرنیا) با انتقاد از نگاه فمینیستی به تاریخ ساسانی، می‌گوید، با زنان رفتاری جداگانه نباید داشت، چون آنان نیز جزئی از جامعه بودند و بر حسب طبقه‌ای که به آن تعلق داشتند، از همان حقوق و امتیازاتی که آیین زرتشت برای کلّ جامعه و هر طبقه در نظر می‌گرفت، برخوردار می‌شدند.

## رسوم ازدواج
در جامعهٔ ساسانی، زنان جوان وقتی به سنّ پانزده یا گاهی حتی جوان‌تر می‌رسیدند برای ازدواج آماده محسوب می‌شدند. وظیفهٔ مذهبی پدر این بود که شوهر مناسبی برای دخترش پیدا کند و توصیه می‌شد که شوهر، باهوش، با تربیت و صاحب زمین زراعی می‌بود. علاوه بر این، وظیفهٔ پدر یا قیّم این بود که نمایندهٔ عروس در مذاکرات قرارداد ازدواج باشد. این قرارداد، پول و ملکی که به عروس تعلّق می‌گرفت را تعیین می‌کرد، و میزان نفوذ شوهر و محدودیت‌هایی که بر زن می‌توانست اعمال کند را مشخص می‌کرد.
متون ادبی پس از اسلام و نگاره‌های دوره ساسانی هردو بر حضور آزادانه زنان در مجالس بزم تأکید دارند. زن و شوهر هر دو از حقّ طلاق برخوردار بودند و برای آنان گواهی طلاق صادر می‌شد

### انواع ازدواج
ممتاز
تحت انقیاد
مستقل

### طلاق
بدون توجه به نوع ازدواج، جهیزیه و هزینهٔ عروسی همیشه برای زن است. شوهر وظیفه دارد به عروس جدید خود یه هدیه به همراه مبلغی که تعیین شده‌است اهدا کند. حین طلاق هم این هدایا و مبلغ متعلق به زن است و مرد نمی‌تواند از پرداخت آن مبلغ امتناع کند.قبول این امر در الزامات و احکام ازرواج نقش مهمی دارد. برای طلاق، هر دو طرف باید توافق داشته باشند، هرچند که مواردی استثنا نیز وجود دارد. در صورت مقصر شناخته شدن زن در انجام برخی فعالیت‌ها از جمله فحشا، جادوگری، امتناع از انجام یکی از وظایف خود، عدم تمکین، عدم برقراری رابطه جنسی هنگام قاعدگی، کتمان این وضعیت که قاعدگی وجود داشته‌است، انجام زنا یا ارتکاب گناهی عمدی که می‌توانست روح و جسم را بیازارد، شوهر می‌تواند بدون رضایت زن، خواستار طلاق شود.

### اطّلاعات دیگر در مورد ازدواج
دین زرتشتی در جامعهٔ ساسانی، منجر به شیوع ازدواج با جگرگوشه‌ها شد. رهبران مذهبی زمانه، ازدواج درون خانواده را تشویق می‌کردند و مدعی بودند که این مسئله به تقلید از خود خلقت است. علاوه بر این، کاهنان ادعا می‌کردند که ازدواج با محارم، «پسران قدرتمندتر و دختران با تقوی‌تر و فرزندان با کیفیت و کمیت بیشتر تولید می‌کند و به خلوص نژاد و انتشار آن کمک می‌کند». این مسئله با مقاومت بسیاری روبرو شد که منجر به تغییر مذهب بسیاری به مسیحیت گردید و گفته می‌شود از علت‌های سقوط دین زرتشتی است. نکته مورد اشاره دیگر این است که چند همسری به امکانات مرد وابسته بود. در نتیجه، میزان چند همسری در قشر فرودست به اندازه قشر ثروتمند نبود، چرا که استطاعت آن وجود نداشت.

## ایزدبانوان در دوره ساسانی
در اوستا، آناهیتا در تجلّیات مادّی به صورت دوشیزه‌ای زیباپیکر و خوش‌اندام بر افراد متجلّی می‌شود. در آبان‌یشت که به این الهه اختصاص دارد نام بیش‌تر پهلوانان و شاهان را می‌یابیم که بر درگاه ایزدبانوی نامدار اردویسور آناهید نماز می‌گزارند، قربانی می‌کنند و درخواست می‌کنند.
از میان شش امشاسپند یا فرشتهٔ یاور اهورامزدا، سه تای آن‌ها (سپندارمز، خرداد، امرداد) مادینه و سه تای آن‌ها (بهمن، اردیبهشت، شهریور) نر هستند. ایزدان مهمّی چون بهرام و تیشتر، نرینه و در برابر آن‌ها اردویسور آناهیتا و ایزد دین مادینه‌اند. اگر میترا را بی جنس بگیریم، باید گفت که برابری جنسی در آیین مزدیسنای متأخّر (دورهٔ ساسانی) در هیچ دین دیگری در آن زمان و پس از آن پیشینه نداشت.
در اهمّیت و نقش ایزدبانو آناهیتا که برخی آن را خدای قومیِ ساسانیان می‌شمارند، بسیار سخن گفته شده‌است. آناهیتا از حالت ایزدبانوی آب‌ها در عصر نخستین آریایی، در دوران هخامنشی به معادلی برای آفرودیت یونانی و ایشتار بابلی تبدیل می‌شود. در دورهٔ سلوکی (هلنی) نیایشگاه‌های به سبک غیرایرانی در غرب ایران ساخته می‌شود که به حضور خود تا دوران ساسانی ادامه می‌دهد. با این حال به نظر می‌رسد دست‌کم از دورهٔ ساسانی، این نیایشگاه‌ها آن کارکردهای ویژهٔ خود را زیر تأثیر محکومیت اکید و شدید این گناه در دین مَزدیَسنا، به‌کل از دست داده و آتشکده شدند؛ که مهم‌ترین آنان آتشکدهٔ رسمی خاندان اردشیر بابکان یعنی آذر آناهید استخر است. ناهیدکده‌ها در فرهنگ پس از اسلام تغییر کاربری داده و بسیاری از آنان با نام قلعه‌دختر، پل‌دختر یا آرامگاه‌هایی منسوب به زنان و دختران بزرگزاده باقی مانده‌اند.
آناهیتا نخستین بار در دوره ساسانی، در زمان نرسه به تصویر کشیده می‌شود. نرسه سنت دریافت دیهیم پادشاهی و فرّه ایزدی از اورمزد را که همیشه به گونهٔ مرد ترسیم می‌شد، ترک گفت و یک زن را جایگزین او کرد. این سنگ‌نگارهٔ شگفت‌آور و پرسش برانگیز را آرتور کریستن سن و دیگر غربیان-و به پیروی از آنان بیش‌تر ایرانیان- به دلیل زن بودن، آناهیتا دانسته‌اند. حرکتی که نه تا آن زمان معمول بود و هم پس از آن تکرار شد. می‌توان به آناهیتا بودن این نگاره شک کرد؛ ولی در یک چیز تردید نیست و آن اینکه او به هر روی «یک زن» است. حتی اگر نگارهٔ مردِ برسم به دستِ هاله به سر در طاق بستان را در پشت سر اردشیر دوّم ساسانی، میترا بگیریم (که این در تضاد کامل با میترا در مهریشت اوستاست) این تک اثر بی‌صاحب، به هیچ‌روی با بی‌شمار آثار هنری مربوط به بانوی هماورد او یعنی آناهیتا مقایسه‌پذیر نیست. و این در شرایطی است که در همان دوره در هیچ تمدّنی، ایزدبانوان از ایزدمردان پیشی نگرفته‌اند.
۳۰۰سال پس از نرسه، این بار در طاق بستان، در سنگ‌نگاره خسرو پرویز، او با اینکه تاج را باز از دستان یک مرد می‌گیرد، ولی این بار یک زن (شاید آناهیتا) در پشت سر او ایستاده و بر پشت پایش آب می‌ریزد.

## رشد جایگاه زن در ایران ساسانی
جامعهٔ ساسانی همچون همه جوامع باستانی متمدّن، گروه‌بندی شده بود، اما به نظر می‌رسد که مفهوم گروه در این جامعه، نه طبقهٔ عمودی و از بالا به پایین، بلکه افقی، موازی و صنفی بوده باشد. با این حال در ایران ساسانی همچون همهٔ کشورهای متمدّن جهان تا پیش از انقلاب صنعتی، کشور بر پایه ساختار جنسیتی جامعه استوار بود. در این گونه نظام‌ها جنسیت مذکّر به خودی خود یک امتیاز محسوب می‌شود و مردان بر زنان برتری دارند. بازتاب این نظام در مواردی مانند حقّ ارث، جانشینی، قیمومیت و سرپرستی خانواده، نمود می‌یابد.
برخلاف آنچه دژم‌خوی تلاش کرده نشان دهد، تورج دریایی می‌گوید، با زنان رفتاری جداگانه نباید داشت، چون آنان نیز جزئی از جامعه بودند و بر حسب طبقه‌ای که به آن تعلّق داشتند، از همان حقوق و امتیازاتی که آیین زرتشت برای کلّ جامعه و هر طبقه در نظر می‌گرفت، برخوردار می‌شدند.
به نظر می‌رسد دورهٔ ساسانی یک استثنا در سیر نزولی وضعیّت زن در تمدّن‌های جهان محسوب می‌شود. برای نمونه اگر در یونان و رم، وضعیت زن در میانهٔ هزاره یکم میلادی به مراتب بدتر از وضعیت زن در یونان عصر کلاسیک بود، در ایران ساسانی، زنان در طول دوره ۴۳۰ ساله ساسانی رو به جلو بوده‌اند. برای نمونه در زمان پادشاهی شاپور یکم، دوّمین شاهنشاه ساسانی، برای نخستین بار در تاریخ ایران، پادشاه در سنگ‌نوشتهٔ رسمی‌اش به شهبانویش با نام اشاره دارد. کمی بعد در زمان بهرام دوّم، برای نخستین بار در تاریخ ایران، شهبانو در سنگ‌نگارهٔ رسمی، در کنار پادشاه حضور دارد. اندکی بعد شاهنشاه (نرسه) دیهیم شاهی خود را از دست یک زن می‌گیرد؛ و سپس در هنگام کودکی شاپور دوّم، ملکه مادر، به همراهی بزرگان، فرمانروایی می‌کند.
روند صعودی وضعیّت سیاسی زن در دوران ساسانی در سدهٔ پنجم میلادی ادامه دارد. آنجا که به هنگام شاهنشاهی پیروز و درگیری‌اش با برادر شورشی، مادر او شهبانو دینگ در تیسفون به نام خود به تنهایی مُهر می‌زند. در همین زمان در خدای‌نامه که تاریخ رسمی کشور بود و تصویری از آن در شاهنامه‌های دوران اسلامی منعکش شد به پادشاهی زنی به نام «همای» در دوران کیان (کیانی) – نیاکان ساسانیان– اشاره می‌رود و این الگوسازی که به‌وضوح دست‌پخت ساسانیان بود، در دوران خسرو پرویز بیش‌تر خود را نمایان می‌کند. همسران او مریم و شیرین در سیاست دست بالا را داشتند و پس از خسرو پرویز، البتّه در هنگام نبود پسری از او، دخترش پوراندخت و پس از درگذشت او، خواهرش آذرمیدخت به پادشاهی می‌رسد. این برای نخستین بار در تاریخ ایران است که زنان به صورت دائمی و رسمی به تخت نشستند. کوتاهی فرمانروایی به سبب مرگ طبیعی پوراندخت و درگیری شخصی خاندان فرخزاد با آذرمیدخت از بخت و اقبال بود وگرنه از سوی جامعه پذیرفته شده بودند. این روند با فروپاشی دولت ساسانی، کاملاً عکس شد و سیر حرکت زنان، در ایران همچنان دیگر تمدّن‌ها، نزولی شد.
در سیرالملوک خواجه نصیرالدین طوسی از زبان مزدک می‌خوانیم: «زنان را چون مال یکدیگر شناسید و هر که را به زنی رغبت افتد، با او گرد آید و رشک و حمیت در دین ما نیست تا هیچ‌کس از لذات و شهوات دنیاوی، بی‌نصیب نباشد». شاهنامه فردوسی نیز همین دیدگاه را به مزدک نسبت می‌دهد.
در فرهنگ مسیحی– یهودی زن که از دنده چپ مرد آفریده شده‌است به دلیل گناه نخستین حوا، نمایندهٔ شیطان است. این نگاه احتمالاً از نگاه تیره و تار فرهنگ باستانی میان‌رودان (آشور و بابل) و حضور اهریمن‌زنانی چون تیامت گرفته شده‌است. اسطورهٔ آفرینش زروانی خیلی دیر زیر تأثیر همین نگاه مسیحی– یهودی ساخته شد. در دین میترایی، رم (معاصر با آغاز ساسانیان)، زنان اصلاً پرستنده به‌شمار نمی‌رفتند و آنان را به مهرابه‌ها راه نبود. در دین مسیحیت (که در نیمهٔ دوران ساسانی در غرب رسمی شد) حتی بر سر بشر بودن و روح داشتن زن تا ۳۰۰ سال پیش، اختلاف بروز می‌کرد. پولس رسول، نخستین پیشوای مسیحیت در بارهٔ آموزش زنان می‌گوید: آدم فریب نخورد، بلکه از ناحیه زن فریب خورد. بگذارید زن با همه مشقّت‌هایی که دارد، سکوت را بیاموزد. من نمی‌توانم این را تحمل کنم که شاهد باشم زنی درس بخواند و بر شوهر خویش تسلط یابد.
این در شرایطی است که آتورپات (آذرباد) مارسپندان، موبدان موبد ساسانی در سده چهارم میلادی می‌گوید: زن و فرزند خود را از فراگیری دانش و هنر بازمدار تا غم و اندوه به تو راه نیابد و در آینده پشیمان نشوی. از این نظر به‌روشنی پیداست که فرهنگ رسمی و دولتی دوره ساسانی در نگاه به زن، به نسبت بهتر، انسانی‌تر و منصفانه‌تر از فرهنگ‌های همسایهٔ تمدّن زرتشتی در همان زمان بود و البته بسیار از این فرهنگ‌ها تأثیر پذیرفت.

## دشتانستان
در دوره ساسانی، زنان حایض موجب آلودگی و نجاست محیط به‌شمار می‌رفتند و دوران قاعدگی خود را به تنهایی در دخمه‌های مخصوصی می‌گذراندند و حق دست زدن به چیزی نداشتند؛ چون تصور می‌شد آن را آلوده می‌کنند

## زنان مهم در ساسانیان
- پوران‌دخت
- آزرمی‌دخت
- آپرانیک
- آذرآناهید
- پیروزدخت
- شهربانو
- شوشان‌دخت
- ماهدخت